# Allocasuarina duncanii
Allocasuarina duncanii là một loài thực vật có hoa trong họ Casuarinaceae. Loài này được L.A.S.Johnson & D.I.Morris mô tả khoa học đầu tiên năm 1994.